# Општина Бучуми (Бакау)
Бучуми (рум. Buciumi) општина је у Румунији у округу Бакау.
Општина се налази на надморској висини од 266 m.

## Становништво

### Хронологија
| Година       | 2005 | 2006 | 2007 | 2008 | 2009 | 2010 | 2011 | 2012 | 2013 | 2014 | 2015 | 2016 | 2017 |
| ------------ | ---- | ---- | ---- | ---- | ---- | ---- | ---- | ---- | ---- | ---- | ---- | ---- | ---- |
| Становништво | 2496 | 2587 | 2798 | 2887 | 2984 | 3032 | 3099 | 3164 | 3204 | 3253 | 3232 | 3230 | 3238 |